# たこ焼き (トランプゲーム)
たこ焼き（たこやき）は、トランプを用いたカードゲームの一種である。

## 概要
カードをひっくり返していくゲームであることから、トランプのカードをたこ焼きに見立てている日本発祥の比較的新しいトランプゲームである。
駆け引きの要素はなく、ゲームの勝敗は運要素がほとんどを占めているギャンブリングゲームである。運要素で占められていることから手加減をする余地がなく実力差が出ず、子供でも覚えやすい単純なルール、「たこ焼き」というごっこ遊びしやすいテーマがあるため、まだトランプに触れたこともないような幼児向けのゲームとして育児メディアに取り上げられている。2010年にはエッセイ漫画『うちの3姉妹 しょの3』で本ゲームが紹介された。
2020年6月5日に発売されたNintendo Switch用ソフト『世界のアソビ大全51』（任天堂）に「たこやき」の名前で本ゲームが収録された。コンピュータゲーム化はこれが初とされる。

## 遊び方

### 使用するもの
トランプ1組からジョーカーを除いた52枚だが、ジョーカーを加えることもある。

### 基本ルール
親は子に1人10枚ずつカードを配る。配られたカードは、裏向きで、1列に5枚ずつ、2列に並べる。残りは山札とする。

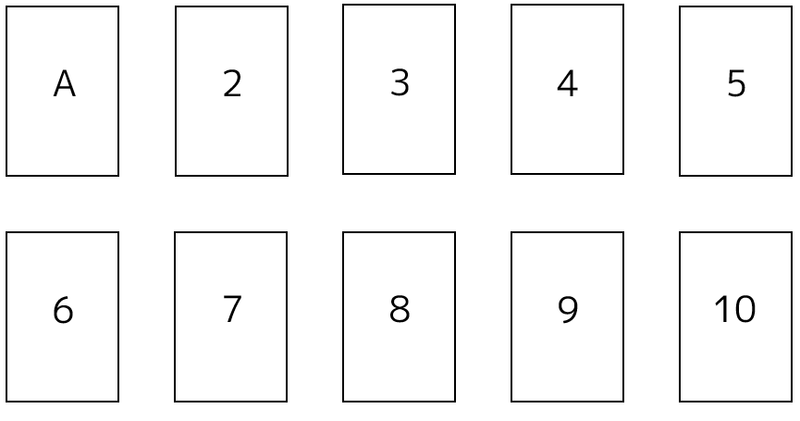

自分の番になったら山札からカードを1枚引き、そのカードがエースまたは数札であれば右の図の対応する場所に表向きに置き、さらにその位置にあったカードをめくる。めくったカードが絵札または一度めくったカードであった場合、自分の番は終了する。こうして、A,2,3,4,5,6,7,8,9,10の10枚のカードを表向きにしたプレイヤーが勝ちである。

### ジョーカーを含める場合
ジョーカーを含めた53枚で行うこともある。この場合、ジョーカーが出たときはワイルドカードとし、どのカードとしても使えることとなる。なお、ジョーカーが出ても手番は終わらない。